# Bôn Đổ
Hoàn Nhan Ngang (chữ Hán: 完颜昂, 1099 – 1163), tên Nữ Chân là Bôn Đổ (奔睹), tông thất, tướng lãnh nhà Kim.

## Theo hầu hoàng đế, tham gia nam phạt
Bôn Đổ là cháu nội của Bột Hắc – em trai của Kim Cảnh Tổ Ô Cổ Nãi, con trai của Tà Oát. Từ nhỏ Bôn Đổ theo hầu Thái Tổ A Cốt Đả. Năm lên 15 tuổi, Bôn Đổ đấu vật thắng được liên tiếp 6 lực sĩ, A Cốt Đả hài lòng, ban cho kim bài, giữ ở bên cạnh làm thị vệ. Năm lên 17, được đeo kim bài theo Thái Tổ đánh Liêu, luận công, được ban một tòa phủ đệ hạng nhất. Năm Thiên Phụ thứ 6 (1122), Tông Hàn dò biết Liêu Thiên Tộ đế ở Uyên Ương bạc, sai Nậu Oản Ôn Đôn Tư Trung xin với Quốc luận Bột cực liệt Hoàn Nhan Cảo cho mình đem quân bản bộ đi đánh. Cảo không thể quyết đoán, bèn sai Bôn Đổ cùng Tư Trung đi gặp Tông Hàn bàn bạc, việc này do đó được quyết định. Năm Thiên Hội thứ 2 (1124), Bôn Đổ, Lưu Tông Ngạn nhận lệnh của chủ soái Đồ Mẫu, đi đánh dẹp tàn dư của phản tướng Trương Giác ở Nam Kinh.
Tông Vọng đánh Tống, thừa chế lấy Bôn Đổ làm Hà Nam chư lộ binh mã đô thống, gọi là "Kim bài lang quân". Khi đánh Biện Châu, Tông Bật cùng Bôn Đổ đem 3000 quân làm tiền phong. Gần chiều, Bôn Đổ đưa hơn ngàn quân ruổi đến cửa bắc. Quân Kim gọi cửa, người Tống không mở, Bôn Đổ khuyên dụ thì vào được. Tông Vọng đến Biện, lo Tống đế bỏ trốn nên sai Bôn Đổ đưa khinh kỵ tuần tra ngoài thành. Bôn Đổ chỉ lãnh 8 mưu khắc, bất ngờ gặp hơn vạn quân địch, đánh bại được, khiến quân Tống chết đuổi quá nửa. Năm thứ 7 (1129), quân Kim vượt Trường Giang, Bôn Đổ nhận lệnh tham gia đuổi bắt Tống Cao Tông. Cao Tông chạy vào Hội Kê, ở phía đông quách có vài ngàn quân Tống dùng tre nứa dựng lũy, các tướng muốn đánh lũy, Bôn Đổ cho rằng đây là kế nghi binh, nên lập tức đánh thành. Mọi người do dự chưa quyết, Cao Tông quả nhiên cưỡi thuyền trốn ra bể, quân Kim đành quay về.

## Bình định Hà Tây, trí ngự Nhạc Phi
Bôn Đổ nhận lệnh cùng Tát Li Hát lãnh 8000 quân đánh chiếm các quận, huyện Hà Tây. Họ chiếm được 2 trại Ninh Thao, An Lũng. Tiến đến Hà Châu, thông phán ở đó đưa quan dân ra hàng. Đánh Nhạc Châu, đô hộ ở ở đó cùng Hà Châu an phủ sứ Quách Ninh đều hàng. Tiếp tục chiếm được 3 trại, đến Tây Ninh Châu, đô hộ Hứa Cư Giản dâng thành đầu hàng; Triệu kiềm hạt – cháu nội của tù trưởng Thổ Phồn – soái 5 thủ lĩnh dưới quyền là bọn Mộc Ba đến hàng . Bôn Đổ lãnh riêng 4000 quân đi Tích Thạch quân, thu hàng quân này cùng quan lại 5 trại của nó. Đuổi theo 12 Kiềm hạt người Thổ Phồn đến Khuếch Châu, chiêu hàng không được, nên đánh chiếm thành ấy.
Năm Thiên Quyến đầu tiên (1138), được làm Trấn quốc thượng tướng quân, nhận chức Đông Bình doãn. Mùa hạ năm sau, tướng Tống là Nhạc Phi đưa 10 vạn quân đến đánh Đông Bình. Đông Bình có 5000 quân, thảng thốt ra chống lại. Khi ấy dâu, chá đang tươi tốt, Bôn Đổ sai bộ hạ giăng nhiều cờ xí ở trong rừng làm nghi binh, tự đưa tinh binh ra trước trận. Giằng co vài ngày thì quân Tống rút lui, Bôn Đổ thúc quân đuổi theo, đến Thanh Khẩu, quân Tống lên thuyền ngược dòng mà đi. Bấy giờ trời mưa suốt cả ngày đêm không nghỉ, quân Kim đóng trại ở ven sông, đến nửa đêm, Bôn Đổ thúc giục mọi người đi lên phía bắc. Chư tướng can ngăn: "Quân sĩ lội bùn cả ngày, đói mệt mà chưa được ăn, chỉ sợ không chịu lên đường." Bôn Đổ nổi giận, nổi trống đốc thúc, hạ lệnh rằng: "Dứt một hồi trống mà ai tụt lại đằng sau thì chém." Rồi nhổ trại mà đi, được 20 dặm mới dừng lại. Đêm ấy, quân Tống đến cướp trại, không được gì nên bỏ đi. Chư tướng vào chúc mừng, hỏi tại sao. Bôn Đổ đáp: "Xuôi dòng mà đi, là chạy; ngược dòng mà đi, là dụ ta đuổi theo. Nay trời mưa lầy lội, họ đi thuyền nhàn nhã, ta đi bộ mệt nhọc. Sĩ tốt đói mệt, cung tên mềm rũ, quân ta lại ở hạ lưu, vị trí bất lợi, họ tập kích ta là lẽ tất nhiên." Mọi người đều khen hay. Nhạc Phi vây Bi Châu rất gấp, trong thành có hơn ngàn quân, tướng giữ thành sợ, sai người cầu cứu. Bôn Đổ nói: "Nhắn lời của ta với tướng giữ thành, góc tây nam trong thành có cái rãnh sâu hơn trượng, cần nhanh chóng lấp lại." Tướng giữ thành làm theo lời này, quả nhiên Nhạc Phi đào đường ngầm theo lối ấy tiến vào, biết trong thành có phòng bị, nên thôi. Bôn Đổ cất quân đến cứu, quân Tống rút lui.

## Phụng sự Hải Lăng, chúc mừng Thế Tông
Bôn Đổ ở Đông Bình 7 năm, được đổi làm Ích Đô doãn, rồi thăng làm Đông bắc lộ chiêu thảo sứ, đổi làm Sùng nghĩa quân tiết độ sứ, thăng Hội Ninh mục. Đầu những năm Thiên Đức (1150 – 1153), được đổi làm An Vũ quân tiết độ sứ, thăng Nguyên soái hữu đô giám, chuyển làm Tả giám quân, được thụ Thế tập mãnh an ở Di Lý Mẫn Oát Lỗ Hồn Hà thuộc Thượng Kinh lộ . Hải Lăng vương nói: "Ngươi có công lớn, 1 mãnh an thì chưa đủ đền đáp." Được nhận thêm 4 mưu khắc. Bôn Đổ giữ cho mình 1 mưu khắc, còn 3 mưu khắc giao cho anh em trong họ. Được bái làm Xu mật sứ, chuyển làm Thái tử thái bảo, tiến Xu mật sứ, Thượng thư tả thừa tướng. Bôn Đổ giận vợ của người em họ, lột áo đánh đòn vào lưng, Hải Lăng vương nghe được, phạt ông 50 trượng. Sau đó được bái làm Thái úy, phong Thẩm quốc công. Được tiến Thái bảo, Phán Đại tông chánh sự, phong Sở quốc công, lũy tiến phong Cử, Vệ, Tề, kiêm Xu mật sứ, Thái bảo như cũ.
Hải Lăng vương đánh Tống, chia quân các lộ làm 32 tổng quản, dưới quyền Tả Hữu lãnh quân đại đô đốc phủ, lấy Bôn Đổ làm Tả lãnh quân đại đô đốc. Hải Lăng vương đắp đài ở thượng du Trường Giang, triệu Bôn Đổ cùng Hữu lãnh quân đại đô đốc Bồ Lư Hồn đến nói rằng: "Mái chèo đã đủ, có thể sang sông rồi." Bồ Lư Hồn nói: "Thuyền nhỏ không thể vượt sông." Hải Lăng vương giận, xuống chiếu cho Bôn Đổ và Bồ Lư Hồn hôm sau vượt sông. Bôn Đổ sợ, muốn bỏ trốn. Đến chiều, Hải Lăng vương sai người đến đình chỉ vượt sông: "Lời trước là do nóng giận mà thôi!" Sau đó Hải Lăng vương bị binh biến giết chết ở Dương Châu.
Kim Thế Tông lên ngôi ở Liêu Dương, Bôn Đổ sai người giết Hoàng thái tử Quang Anh ở Nam Kinh, phái con trai Tẩm điện tiểu để Tông Hạo cùng con rể Bài ấn chi hậu Hồi Hải dâng biểu chúc mừng. Quân Kim rút lui, Bôn Đổ sợ người Tống truy kích, nên gởi thư thông báo bãi binh. Năm Đại Định thứ 2 (1162), về gặp Thế Tông, được an ủi rất nhiều. Được tiến phong Hán quốc công, bái Đô nguyên soái, Thái bảo như cũ, đặt Nguyên soái phủ ở Sơn Đông, kinh lược vùng biên. Chưa bao lâu, triều đình dời linh cữu của Duệ Tông vào Sơn lăng, lấy Bôn Đổ làm Sắc táng sứ. Việc xong, về Sơn Đông. Năm thứ 3 (1163), được triệu về kinh, rồi bệnh mất. Đế nghỉ chầu, đích thân đến viếng, giúp ngàn lạng bạc, 50 tấm lụa thêu, 500 xúc lụa trơn.

## Tính cách: Say rượu giữ thân, hòa mục anh em
Thời Hải Lăng vương, Bôn Đổ uống rượu say sưa, liền mấy ngày không tỉnh. Hải Lăng vương nghe được, gặp mặt thường răn đe, nhưng Bôn Đổ nhàn rỗi lại uống rượu như cũ. Đầu những năm Đại Định, Bôn Đổ từ Dương Châu trở về, vợ con bày tiệc rượu ở nhà riêng, Bôn Đổ uống vài chén rồi thôi. Vợ ông là Đại thị - chị cùng mẹ với thiếp của Hải Lăng vương – lấy làm lạ, ông nói: "Tôi vốn không phải là kẻ ham rượu, nhưng ngày xưa nếu không dùng rượu để náu mình, thì em trai bà đã giết tôi từ lâu rồi. Bây giờ là lúc gặp được minh chủ, cần phải quý trọng bản thân, nên không uống nữa!" Người nghe được đều khen ngợi.
Bôn Đổ tính hòa mục với anh em, giúp đỡ họ rất nhiều; họ hàng có ai nghèo khốn, ắt chu cấp hậu hĩ. Đến như các thứ mền chiếu, áo quần, bát dĩa, ngựa xe thường dự trữ trong nhà. Khi cần cho ai thì chất lên xe, đem đến tận nhà kẻ ấy, rồi bày tiệc vui vẻ đến trọn ngày, ngay hôm ấy người đó được sung túc. Có người lo Bôn Đổ sẽ chẳng còn gì cho con cháu thừa kế, ông đáp: "Ai cũng có phần, nhưng hãy để cho chúng tự lập, sao cứ phải phục dịch con cháu như vậy?" Bậc quân tử cho rằng ông làm người khoát đạt.

## Đánh giá
Kim sử đánh giá: Bôn Đổ là bề tôi cũ có công; vào thời Thiên Hội, Hoàng Thống giành nhiều chiến thắng, khá là hùng tráng... Cuối thời Chánh Long, Bôn Đổ ở ngôi tam công, giữ chức Thượng tướng, trong không chịu bày mưu, ngoài không chịu chiến đấu, lần lữa tới lui, chỉ cốt giữ mình, cái đạo của bậc đại thần, có nên như vậy chăng?